# 88.6 Der Musiksender
Az 88.6 Der Musiksender rádióadó Ausztriában. Mintegy 19 adótelephellyel rendelkeznek, Bécsben, Alsó-Ausztriában és az Őrvidéken. A műsor több körzetre oszlik és eltér: a bécsi frekvenciára a műsor az osztrák fővárosban készül, a többi adóra St. Pöltenben. A burgenlandi adókon heti két alkalommal magyar, és heti három alkalommal horvát nyelvű műsor is jelentkezik "Burgenland Spezial" címmel.

## Vételi lehetőségek
A 88.6 Der Musiksender a következő frekvenciákon sugároz:
- 106,7 MHz – Alsó-Ausztria–Dél
- 100,2 MHz – Baden
- 88,6  MHz – Bécs
- 106,3 MHz – Burgenland
- 105,5 MHz – Dél-Burgenland
- 96,6 MHz – Gyanafalva
- 104,7 MHz – Hollabrunn
- 101,6 MHz – Horn
- 106,2 MHz – Krems an der Donau
- 102,2 MHz – Lunz am See
- 103,3 MHz – Mostviertel
- 98,2 MHz – Neunkirchen
- 100,8 MHz – Sankt Pölten
- 106,1 MHz – Scheibbs
- 102,8 MHz – Traisen
- 96,4 MHz – Waidhofen/Thaya
- 106,6 MHz – Waidhofen/Ybbs
- 104,9 MHz – Waldviertel
- 96,6 MHz – Zwettl

## Külső hivatkozások
- Honlap